# Vernon megye (Missouri)
Vernon megye az Amerikai Egyesült Államokban, azon belül Missouri államban található. Megyeszékhelye és legnagyobb városa Nevada. Lakosainak száma 19 707 fő (2020. április 1.). Vernon megye Bates, Barton, Crawford, Linn, Bourbon, St. Clair és Cedar megyékkel határos.

## Népesség
A megye népességének változása:
| Lakosok száma | 21 145 | 20 984 | 20 801 | 20 949 | 20 826 | 19 707 |
|               | 2010   | 2011   | 2012   | 2013   | 2015   | 2020   |